# 폴 피닉스
폴 피닉스(영어: Paul Phoenix, 일본어: ポール・フェニックス)는 철권 시리즈의 캐릭터이다.

## 스토리
언제나 세계, 아니 우주최강을 노리던 폴은 미시마 헤이하치가 개최한 철권(The King of Iron Fist Tournament) 대회에 친구 마샬 로우와 함께 참가한다. 하지만 강력한 우승후보 중 하나인 미시마 카즈야와의 결투 앞에 교통체증이라는 어이없는 이유로 탈락하고만다.
결국 그는 2년 뒤 미시마 카즈야가 개최한 철권 2(The King of Iron Fist Tournament 2) 경기에 참가해 드디어 라이벌인 카즈야와 붙으나, 무려 3일 밤낮을 붙은끝에 판정패를 받아 탈락하게 된다.
20년 뒤, 자신의 우주최강이라는 꿈을 이루기 위해 다시 철권 3(The King of Iron Fist Tournament 3)에 참가한 폴은  투신 오우거를 처치하나 오우거가 트루 오우거로 각성하는 것을 보지 못하고 떠나게 되어 우승자 자리를 카자마 진에게 넘겨주게 된다.
철권3 경기의 큰 실수 이후 허풍선이라는 소리를 들으며 도장의 문하생들이 떠나가는 것을 지켜보기만 하던 폴. 하지만 철권 4(The King of Iron Fist Tournament 4) 경기가 열리자 그는 지금까지 잃은 체면과 문하생, 그리고 우승상금을 찾기 위해 경기에 참가했으나, 카즈야의 경기를 앞둔 그 때, 언제나 자신을 라이벌로 생각하는 곰, 쿠마가 나타나 그와 싸운다. 당황한 폴은 광분한 쿠마의 적이 되지 못하고 쓰러졌다.
폴은 자신이 격투가로서의 마음가짐을 잃은 것이라 생각해 초심으로 돌아가 다시 우주최강의 꿈을 꾸며 철권 5(The King of Iron Fist Tournament 5) 경기에 출전하지만, 또다시 쿠마가 나타났다. 이번에는 쿠마와 사력을 다해 싸워 이겼으나, 자신도 힘이 빠져 쓰러지게 된다.
상금을 얻지 못해 빚지옥에 시달리던 폴은 생각한 결과, 혼자 참가한 것이 실패의 주원인이라 생각하여 친구인 마샬 로우와 팀을 짜려하나, 로우는 둘 보단 셋이 낫지 않겠냐며 세계적인 복서 스티브 폭스에 눈독을 들이게된다.
그 결과, 폴과 로우와 스티브는 팀을 짜며 철권 6(The King of Iron Fist Tournament 6) 경기에 참가하게 된다.